# Famille d'Amphernet
La famille d'Amphernet est une famille subsistante de la noblesse française originaire de Normandie.
Elle appartient à la noblesse d'extraction chevaleresque sur preuves d'une filiation de la seconde moitié du XIVe siècle. Elle donne plusieurs branches et subsiste à travers une branche fixée en Bretagne.

## Histoire

### Origines

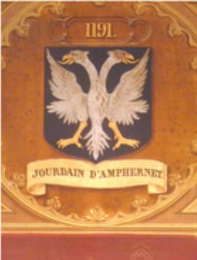
Armes d'Amphernet, salle des croisades.

Le patronyme de cette famille proviendrait du nom scandinave infer, infernum, infernetum qui signifierait le « fief d'Infer ». Les  premiers d'Amphernet remonteraient donc au Xe siècle, avec un membre compagnon de Rollon[réf. à confirmer].
Le premier membre rattaché à la famille d'Amphernet serait Guillaume d'Enfernet, qui en 1066 participé aux côtés de Guillaume à la conquête normande de l'Angleterre.
Jourdain d'Enfernet prit part à la troisième croisade au côté de Richard Cœur de Lion.
Jean d'Amphernet et sa femme, Thomase de Gaalon, fondent en 1280 dans l'église Notre-Dame, à Vire, la chapelle Saint-Michel où la maison d'Amphernet conserve le droit de sépulture jusqu'à l'époque de la Révolution.

### Noblesse
La famille, d'extraction féodale datant de 1367, est maintenue noble par Montfaut en janvier 1463, puis par d'Alligre en 1634. La branche aînée est maintenue noble par de Marle en juin 1677 et par Chamillart en février 1668. Elle reçoit les Honneurs de la cour en novembre 1784 et en 
janvier 1789.

La branche cadette est maintenue au parlement de Bretagne en août 1786, sur preuves de 13 générations et le droit d'entrée aux États de Bretagne en octobre 1786.
Seule la branche cadette est subsistante en 2024.

## Filiation prouvée et suivie

### Branche ainée (éteinte)

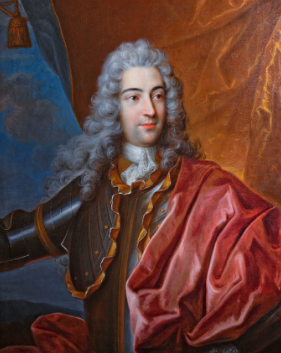
Bertrand d'Amphernet, fut nommé, le 27 septembre 1412, chevalier du guet de la ville de Paris et plus tard chambellan du roi Charles VI[4].
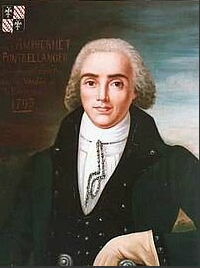
Guillaume d'Amphernet, seigneur de Tracy, trésorier des guerres du roi Charles VII[4].
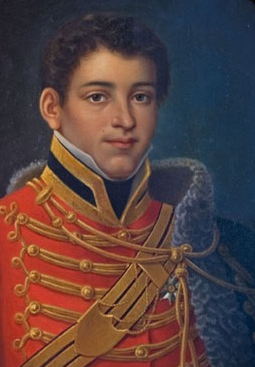
Jacques d'Amphernet, seigneur de Brecey, gentilshommes de la maison des rois Henri II, François II et Henri III[4].
- Jean d'Amphernet, seigeur de Montchauvet, gentilhomme ordinaire du roi[4].
- René d'Amphernet, seigeur de Vergoncey, fils aîné de Jean et de Suzanne de Pontbellanger, fut reçu en 1597 conseiller au parlement de Normandie, puis, en 1620, président à mortier au parlement de Rennes[5].
- René d'Amphernet, reçu en 1660 conseiller au parlement de Normandie.
- Jean d'Amphernet, « baron du Pontbellanger », chevalier de l'ordre du roi, gentilhomme de sa chambre, épousa, le 21 avril 1598, Jeanne de Canouville[5].
- René d'Amphernet, « baron du Pontbellanger », né en 1658, conseiller du roi, « vicomte de Vire », maire et juge politique dudit lieu, décédé à Pontbellanger le 3 août 1736, épousa d'abord, le 26 juin 1690, Marie Lambert, puis, le 10 mars 1712, Madeleine de Bures[4].
- Antoine-Michel d'Amphernet, seigneur et patron du Pontbellanger, né en 1730, marié en 1755 à Françoise le Forestier, admis en 1784 aux honneurs de la Cour de France sous le titre de marquis d'Amphernet[4].
- François-Michel d'Amphernet, né en 1755, fils aîné d'Antoine-Michel, page du roi en 1769, fut admis en 1784 aux honneurs de la Cour sous le titre de comte d'Amphernet; il fut plus tard gentilhomme de la chambre du roi Louis XVIII et mourut à Paris en 1821[4].
- Antoine-Henri, « vicomte d'Amphernet de Pontbellanger », né en 1759, admis en 1786 aux honneurs de la Cour, prit part en qualité d'officier général aux insurrections de la Vendée et de la Bretagne, fut fait prisonnier et fut fusillé le 24 février 1796. Il avait épousé en 1787 une riche héritière de Bretagne, Mlle du Bot du Grégo, admise en 1789 aux honneurs de la Cour[4].
- Charles-Félix d'Amphernet (fils du dernier) « comte de Pontbellanger », laissa deux enfants qui furent les derniers représentants de leur branche[6].  - René d'Amphernet
  - Antoine-Henry d'Amphernet
  - Charles-Félix d'Amphernet

### Branche cadette (subsistante)

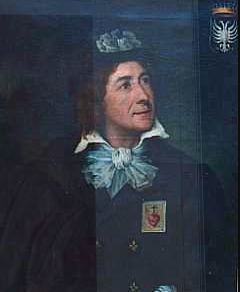
Eleonor-Constant d'Amphernet

- Georges-Michel d'Amphernet, habitant de Mortain, épousa Renée de la Broïse, puis, en 1747, Jeanne-Pauline du Gretz de Mont-Saint-Père.
- Éléonor-Constant d'Amphernet, connu sous le titre de « baron d'Amphernet », né à Mortain en 1747, capitaine commandant des garde-côtes de Quimper, puis de Rosporden, se fixa définitivement en Bretagne par le mariage qu'il contracta à Quimperlé, en 1774, avec Noële-Désirée le Flo. Il prit part en qualité d'officier général aux insurrections de la Vendée et de la Bretagne et fut fusillé à Quimper le 9 janvier 1796. Il avait fait en 1787 des preuves de noblesse.
- Bonaventure-Augustin, connu sous le titre de « comte d'Amphernet », né à Quimperlé en 1780, marié en 1800 à Mlle de Madec, décédé à Quimper en 1861.
- Louis-Charles, « comte d'Amphernet », né en 1816, décédé à Rennes en 1896, a été conseiller à la Cour de cette ville.

## Personnalités
- Eleonor Constant d'Amphernet
- Antoine-Henry d'Amphernet de Pontbellanger

## Titre
- Baron de Montchauvet, seigneurie érigée en baronnie en 1616[7].

## Armes
|  | De sable à une aigle bicéphale d'argent becquée et membrée d'or., Support: Deux lions, alias deux licornes |

## Alliances
Les principales alliances de cette famille sont : d'Argouges, de Belloy, du Pontbellanger, de Pigace, de Brecey, Doynel de Montécot, de Canouville, de Raffetot, de Bures, de Colbert-Chabanais, du Bot, Pécou de Cherville, d'Angerville d'Auvrecher, Robert de Saint-Vincent, Barbin de Broyes, Dufresne de Virel, de Solminihac, de Mathan, de Gaalon, de la Broise, de Malherbe, des Rotours, O'Mahony, du Boisberthelot.

## Pour approfondir